# Thighpaulsandra

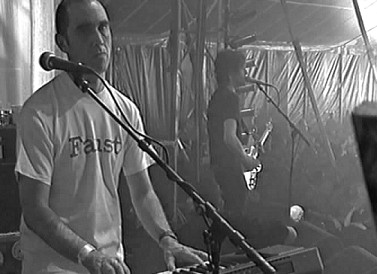
Thighpaulsandra podczas koncertu Spiritualized, 1998

Thighpaulsandra (Tim Lewis) to walijski muzyk, znany głównie z gry na syntezatorach i keyboardach w eksperymentalnych projektach muzycznych.
Jako Tim Lewis nagrywał w początkach swojej kariery z Julianem Copem, za którego namową przybrał swój pseudonim artystyczny. Od 1993 roku nagrywał z Copem jako Queen Elizabeth; duet wydał dwa albumy, Queen Elizabeth (ESP Records 1994) i Elizabeth Vagina (Head Heritage 1997). W 1997 były gitarzysta Cope'a Mike Mooney zaprosił Lewisa, by ten zastąpił Kate Radley na trasie Spiritualized. Następnie dołączył do projektu Coil, z którym wydał szereg albumów i grał na trasach koncertowych.

## Dyskografia
- Some Head EP - (2000)
- I, Thighpaulsandra - (2001)
- The Michel Publicity Window E.P. - (2001)
- Double Vulgar - (2003)
- Rape Scene - (2004)
- Double Vulgar II - (2005)
- Chamber Music - (2005)
- Daterape - (2006)
- The Lepore Extrusion - (2006)
- The Clisto EP - (2007)

### Z COIL
- Astral Disaster
- Musick to Play in the Dark Vol. 1
- Musick to Play in the Dark Vol. 2
- Coil Presents Time Machines
- Queens Of The Circulating Library
- Constant Shallowness Leads to Evil
- Live One
- Live Two
- Live Four
- Megalithomania!
- The Key to Joy Is Disobedience
- Black Antlers
- Selvaggina, Go Back into the Woods
- ANS
- The Ape of Naples

### Ze Spiritualized
- The Abbey Road EP
- Live At The Royal Albert Hall
- Stop Your Crying
- Let It Come Down
- Out Of Sight
- Do It All Over Again
- Amazing Grace
- She Kissed Me (It Felt Like A Hit)
- Cheapster

### Z Julianem Copem
- Autogeddon
- Paranormal In The West Country
- 20 Mothers
- Ambulence
- I Come From Another Planet, Baby
- Interpreter
- Planetary Sit-In
- Propheteering
- Odin
- An Audience With Julian Cope
- Rite Now

### Z Queen Elisabeth
- Queen Elizabeth
- QE2 Elizabeth Vagina

### Z Cyclobe
- The Visitors
- Paraparaparallelogramattica (Angry Eelectric Finger)